# SEG Plaza

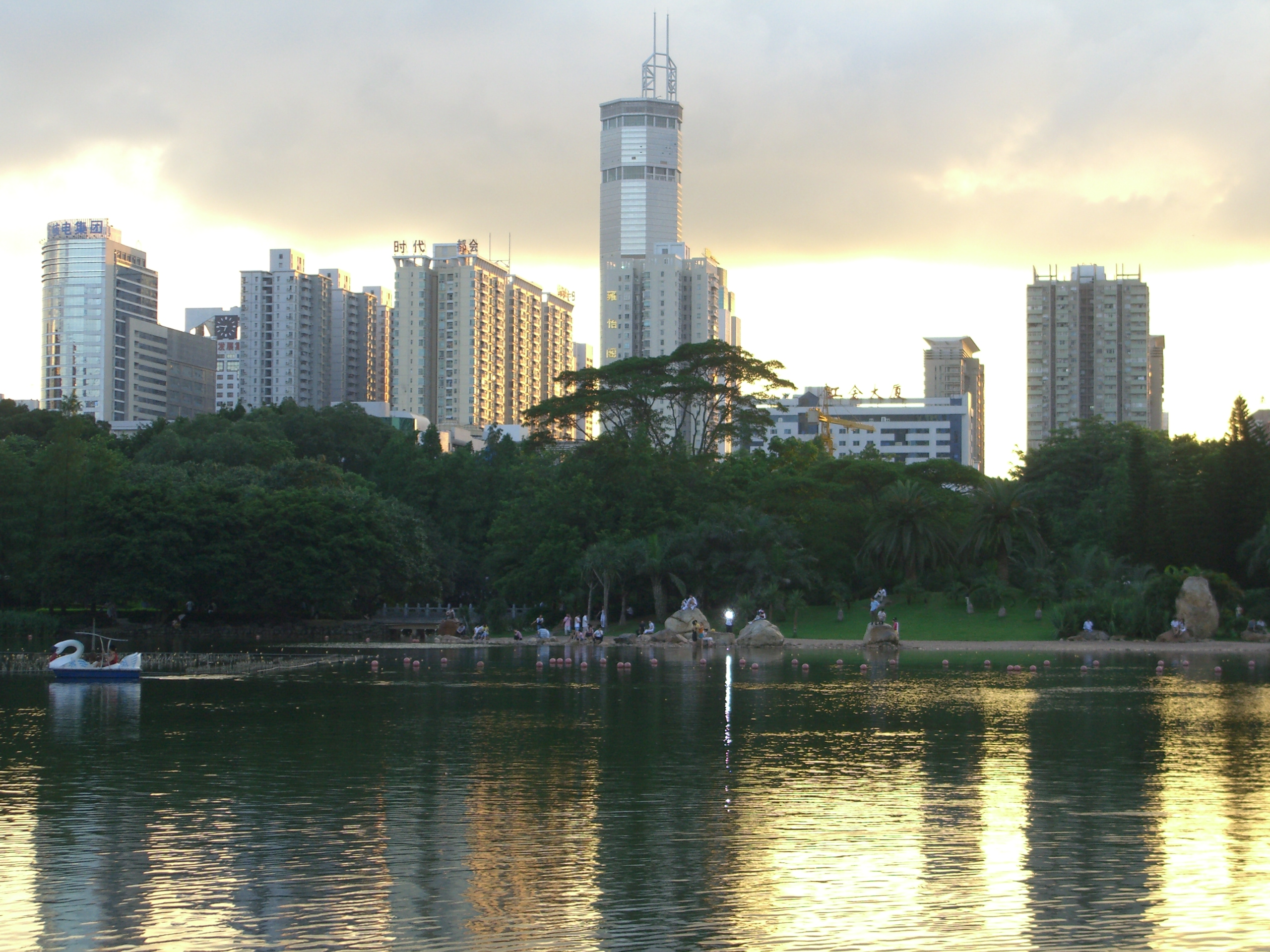
SEG Plaza

SEG Plaza (chiń. 賽格广场; pinyin Sàigé Guǎngchǎng) – budynek w Shenzhen, w Chinach o wysokości 356 m. Budynek został otwarty w 2000, liczy 70 kondygnacji.